# ChemElectroChem
ChemElectroChem (abrégé en ChemElectroChem) est une revue scientifique à comité de lecture qui publie des articles dans le domaine de l'électrochimie. Le journal est co-détenu par ChemPubSoc Europe, une organisation qui regroupe des sociétés savantes européennes de chimie, et Wiley-VCH.